# Anoctus laevis
Anoctus laevis là một loài bọ cánh cứng trong họ Bọ hung (Scarabaeidae).